# Vuelta Ciclista del Uruguay 1983
La 40.ª edición de la Vuelta Ciclista del Uruguay se disputó entre el 25 de marzo y el 3 de abril de 1983.

## Etapas
| Etapa | Fecha       | Recorrido                                     | Ganador (equipo)                                |
| 1.ª   | 26 de marzo | Montevideo-Minas                              | Washington Díaz (C.C. América)                  |
| 2.ª   | 27 de marzo | Minas-Treinta y Tres                          | Juan Carlos Haedo (Círculo de Suboficiales PFA) |
| 3.ª   | 28 de marzo | Treinta y Tres-Melo                           | Pedro Paiz (Fénix)                              |
| 4.ª   | 29 de marzo | Melo-Tacuarembó                               | Juan Eduardo Ikatch (Policial)                  |
| 5.ª   | 30 de marzo | Tacuarembó-Salto                              | Pedro Paiz (Fénix)                              |
| 6.ª   | 31 de marzo | Contrarreloj en Salto (CRI) y ruta a Paysandú | Eduardo Trillini (Policial)                     |
| 7.ª   | 1 de abril  | Paysandú-Fray Bentos                          | Alberto Larroca (Fénix)                         |
| 8.ª   | 2 de abril  | Fray Bentos-Rosario                           | Mario Pereira (Peñarol de Rocha)                |
| 9.ª   | 3 de abril  | Rosario-Montevideo                            | Washington Díaz (C.C. América)                  |

### Clasificación individual
| Pos. | Ciclista         | Equipo                      | Tiempo           |
| ---- | ---------------- | --------------------------- | ---------------- |
| 1.º  | Eduardo Trillini | Club Atlético Policial      | 37 h 02 min 50 s |
| 2.º  | Luis Moyano      | Círculo de Suboficiales PFA | a 4 s            |
| 3.º  | Federico Moreira | COU                         | a 35 s           |
| 4.º  | Luis Biera       | Círculo de Suboficiales PFA | a 1 min 08 s     |
| 5.º  | Washington Díaz  | Club Ciclista América       | a 1 min 32 s     |